# Хронологія Давньої історії Близького Сходу
Хроноло́гія Да́вньої істо́рії Близько́го Схо́ду — система датування відомих історичних подій, що відбулися на Близькому Сході (Єгипті, Леванті, Межиріччі, Малій Азії та околишніх регіонах) у період приблизно з 2300 до 627 року до н. е. (дати смерті Ашшурбаніпала). Оскільки дати усіх відомих подій цього періоду нині можна визначити лише відносно, то існує кілька систем (хронологій), що по-різному датують ці події. Основними з них є середня та коротка хронологія, а довга та ультракоротка — застарілі та рідковживані.
Основна проблема з точним датуванням подій у давній історії Близького Сходу полягає в тому, що всі літературні джерела, які дійшли до нашого часу, подано у формі династичних списків правителів різних міст і держав, без прив’язки до абсолютної хронології. Тому у більшості випадків можливе лише відносне датування подій. На щастя для істориків, у подібних хронік зафіксовано кілька астрономічних явищ, час яких можна вирахувати точно. Найважливішими з них є спостереження за рухом Венери та описи сонячних затемнень, співвіднесені з роками правління конкретних Вавилонських та ассирійських царів. Існує кілька можливих варіантів точного датування цих подій, до яких і «прив’язуються» інші згадані в хроніках роки. Саме це й зумовлює існування кількох паралельних хронологій.